# Rotha Lintorn-Orman
Rotha Beryl Lintorn-Orman (Kensington, 1895 – Santa Brígida, 10 marzo 1935) è stata una politica britannica, fondatrice del partito British Fascists, primo movimento fascista che apparve nel Regno Unito.

## Biografia
Nata come Rotha Beryl Lintorn Orman, era figlia di Charles Edward Orman, maggiore del reggimento Essex e di Blanch Lintorn, nata Simmons. Il nonno materno era maresciallo di campo di Sir Lintorn Simmons. La famiglia Orman avrebbe adottato il cognome di Lintorn-Orman nel 1912.
Durante la prima guerra mondiale, Lintorn-Orman è stata membro della riserva volontaria delle donne e con il Corpo degli Scottish Women's Hospitals for Foreign Service è stata decorata per il suo contributo nel grande incendio di Salonicco del 1917. Nel 1918 divenne capo della Scuola Motoristica della Croce Rossa Inglese per addestrare i conducenti nel campo di battaglia. In questi primi anni sviluppò un forte senso del nazionalismo britannico e divenne fervida monarchica e imperialista.

## La svolta al fascismo

Emblema del partito "British Fascists"

Ispirata dalle azioni politiche di Benito Mussolini, dopo il servizio militare Lintorn-Orman pubblicò un avviso nel quotidiano The Patriot alla ricerca di personale di tendenza anticomunista. Ciò ha portato nel 1923, attraverso alcuni finanziamenti della madre, alla fondazione del partito di ideologia fascista, anticomunista e monarchica British Fascists, come risposta alla crescente forza del Partito Laburista. Tuttavia, il British Fascists ribadì il proprio intento di porre rispetto nei confronti della legge e di mantenere i legami con il Partito Conservatore.

## La morte
A causa della dipendenza da alcol e droghe, iniziarono a circolare voci riguardo alla vita privata di Lintorn-Orman e al suo orientamento sessuale, in maniera tale da danneggiare la sua immagine; non appena la madre venne a sapere delle condizioni della figlia, interruppe subito i finanziamenti ai British Fascists che riteneva responsabili di queste voci. Ritiratasi per malattia nel 1933, Lintorn-Orman morì a 40 anni nel 1935 a Santa Brígida, nelle Isole Canarie. Il partito a cui diede vita non sopravviverà alla sua morte.